# 伊維薩女孩
《伊維薩女孩》（日语：イビサガール）是日本女子偶像團體NMB48的歌曲，原定由吉本R&C以「laugh out loud! records」的品牌作为组合第10張單曲唱片發行，但其後宣布更改為數位音樂下載歌曲，並在2014年6月21日起於iTunes Store提供下載。本曲同時也收錄在NMB48第二張專輯《世界的中心是大阪 ～难波自治区～》中。

## 簡介
《伊維薩女孩》是NMB48繼第9張單曲《高山上的蘋果》（高嶺の林檎）發行後，相隔約3個月發行的新歌曲。
歌曲名字和演唱成員名單在2014年5月22日的「NMB48 重溫時間 最佳曲目50 2014」（NMB48リクエストアワー セットリストベスト50 2014）演唱會中首度公開。
歌曲名稱《伊維薩女孩》中的「伊維薩」是一個位於地中海西部的島嶼，屬於西班牙巴利阿里群島的一部分。

## 收錄內容
| 伊維薩女孩 | 伊維薩女孩     | 伊維薩女孩 | 伊維薩女孩   |
| 曲序       | 曲目           |            | 作曲         |
| ---------- | -------------- | ---------- | ------------ |
| 1.         | 伊維薩女孩（） | 秋元康     | 藤野隆文（） |

## 歌曲與選拔成員
以下所提及的成員所屬分隊都是以歌曲开始提供下载的時間點為準。
《伊維薩女孩》（イビサガール）是一首由製作人秋元康作詞的歌曲。不计所有在大组阁祭经兼任及移籍加入NMB48的单曲选拔成员，Team N的太田夢莉是唯一一名首次入選选拔组的成員，選拔組成員包括：
- Team N：太田夢莉、柏木由紀、加藤夕夏、小谷里歩、上西惠、村重杏奈、山本彩、吉田朱里
- Team M：白間美瑠、高野祐衣、谷川愛梨、藤江麗奈（藤江れいな）、村瀨紗英、矢倉楓子、山田菜菜
- Team BII：市川美織、梅田彩佳、門脇佳奈子、澀谷凪咲、高柳明音、薮下柊、渡邊美優紀

## 外部連結
- http://news.nmb48.com/release/20140618/210028.html%5B%5D （日語）
- YouTube上的伊維薩女孩（short ver.）